# Clavicipitaceae
Clavicipitaceae is een familie van schimmels binnen de orde Hypocreales. Een schatting uit 2008 plaatste 43 geslachten in de familie, maar een studie in 2020 heeft dit aantal verhoogd tot 50.

## Genera
- Aciculosporium
- Aschersonia
- Atkinsonella
- Balansia
- Balansiopsis
- Cavimalum
- Claviceps
- Collarina
- Conoideocrella
- Corallocytostroma
- Commelinaceomyces
- Dussiella
- Ephelis
- Epichloë
- Epicrea
- Flammocladiella
- Helicocollum
- Helminthascus
- Heteroepichloë
- Hypocrella
- Konradia
- Loculistroma
- Metacordyceps
- Metapochonia
- Metarhiziopsis
- Metarhizium
- Moelleriella
- Mycomalus
- Mycophilomyces
- Myriogenospora
- Neobarya
- Neoclaviceps
- Neocordyceps
- Nigelia
- Nigrocornus
- Nomuraea
- Orbiocrella
- Paraisaria
- Parepichloë
- Periglandula
- Pochonia
- Pseudogibellula
- Pseudomeria
- Regiocrella
- Rotiferophthora
- Samuelsia
- Shimizuomyces
- Sphacelia
- Sphaerocordyceps
- Stereocrea
- Tyrannicordyceps
- Ustilaginoidea